# Kurt Siebert
Kurt Siebert (* 25. September 1906 in Kaiserslautern; † 28. Juli 1995 in Murnau am Staffelsee) war ein deutscher Pflanzenbauwissenschaftler.
Siebert studierte von 1927 bis 1930 Landwirtschaft in Jena und München und war dann drei Jahre lang in der Praxis tätig, unter anderem in einem Allgäuer Weidebetrieb. Von 1933 bis 1936 arbeitete er als Assistent bei Friedrich Berkner am Institut für Pflanzenbau und Pflanzenzüchtung der Universität Breslau. 1935 promovierte er in Breslau mit einer Dissertation über den Futterwert der Zottelwicke.
Von 1936 bis 1943 leitete Siebert die Abteilung Vermehrungsbau bei der I. G. Pflanzenzucht in München, von 1950 bis 1968 die Prüfstelle des Bundessortenamtes in Weihenstephan, danach diejenige in Eder am Holz bei Erding. Gleichzeitig war er seit 1950 verantwortlicher Referatsleiter für die Registerprüfungen bei Gräser- und Kleesorten sowie bei Öl- und Faserpflanzen. Sein 1975 veröffentlichtes Buch „Kriterien der Futterpflanzen einschließlich Rasengräser und ihre Bewertung zur Sortenidentifizierung dargestellt auf Grund praktischer Erfahrungen und wissenschaftlicher Erkenntnisse“ gehört bis heute zu den Standardwerken der pflanzenbaulichen Fachliteratur.

## Ehrungen
- 1971: Verdienstkreuz 1. Klasse der Bundesrepublik Deutschland